# Hunderup Sogn
Hunderup Sogn ist eine Kirchspielsgemeinde (dän.: Sogn)  im südlichen Dänemark. Bis 1970 gehörte sie zur Harde Gørding Herred im damaligen Ribe Amt, danach zur Bramming Kommune im erweiterten Ribe Amt, die im Zuge der  Kommunalreform zum 1. Januar 2007 in der „neuen“  Esbjerg Kommune in der Region Syddanmark aufgegangen ist.
Im Kirchspiel leben 730 Einwohner, davon 238 im Kirchdorf (Stand:1. Januar 2023). Im Kirchspiel liegt die Kirche „Hunderup Kirke“.
Nachbargemeinden sind im Norden Bramming Sogn, im Nordosten Gørding Sogn, im Südosten Jernved Sogn, im Süden Vilslev Sogn und im Westen Darum Sogn.